# Kunzea montana
Kunzea montana är en myrtenväxtart som först beskrevs av Friedrich Ludwig Diels, och fick sitt nu gällande namn av Karel Domin. Kunzea montana ingår i släktet Kunzea och familjen myrtenväxter. Inga underarter finns listade i Catalogue of Life.